# RAB29
RAB29 (англ. RAB29, member RAS oncogene family) – білок, який кодується однойменним геном, розташованим у людей на короткому плечі 1-ї хромосоми.  Довжина поліпептидного ланцюга білка становить 203 амінокислот, а молекулярна маса — 23 155.
| 10         |  | 20         |  | 30         |  | 40         |  | 50         |
| ---------- |  | ---------- |  | ---------- |  | ---------- |  | ---------- |
| MGSRDHLFKV |  | LVVGDAAVGK |  | TSLVQRYSQD |  | SFSKHYKSTV |  | GVDFALKVLQ |
| WSDYEIVRLQ |  | LWDIAGQERF |  | TSMTRLYYRD |  | ASACVIMFDV |  | TNATTFSNSQ |
| RWKQDLDSKL |  | TLPNGEPVPC |  | LLLANKCDLS |  | PWAVSRDQID |  | RFSKENGFTG |
| WTETSVKENK |  | NINEAMRVLI |  | EKMMRNSTED |  | IMSLSTQGDY |  | INLQTKSSSW |
| SCC        |  |            |  |            |  |            |  |            |

A: Аланін

C: Цистеїн

D: Аспарагінова кислота

E: Глутамінова кислота

F: Фенілаланін

G: Гліцин

H: Гістидин

I: Ізолейцин

K: Лізин

L: Лейцин

M: Метіонін

N: Аспарагін

P: Пролін

Q: Глутамін

R: Аргінін

S: Серин

T: Треонін

V: Валін

W: Триптофан

Задіяний у таких біологічних процесах як транспорт, транспорт білків, диференціація. 
Білок має сайт для зв'язування з нуклеотидами, ГТФ. 
Локалізований у клітинній мембрані, цитоплазмі, цитоскелеті, мембрані, апараті гольджі.